# James Glaisher
James Glaisher, född 7 april 1809 i London, död 7 februari 1903, var en brittisk meteorolog, astronom och pionjär inom systematiska ballongfärder med en charlierballong.  
Glaisher utexaminerades från St Paul's School i London, och Trinity College Cambridge. Efter examen anställdes han som assistent vid observatoriet i Greenwich. 
Glaisher var en av de första att göra verkligt systematiska höghöjdsfärder i vetenskapligt syfte. Mellan 1862 och 1866 genomförde han en mängd uppstigningar för att mäta temperaturen och luftfuktigheten på olika höjder i atmosfären.  
Med charlierballongen Mammoth som var fylld med lysgas nådde han 5 september 1862 tillsammans med ballongföraren Henry Coxwell höjden 10 000 meter över staden Wolverhampton utan syrgas. På 8 850 meters höjd frös gsventilen fast och manöverlinan till ventilen trasslade in sig. Coxwell klättrade via tågvirket upp till ventilen och där lyckades han med tänderna dra i ventillinan och få ballongen att börja sjunka. Med nöd och näppe klättrade han ner till korgen där Glaisher låg medvetslös. De kom upp till en höjd på 11 278 m och lyckades stiga 8 km på 47 minuter.
Landningen blev på en åker och journalister som får nys om denna dramatiska färd skriver raskt om det. Rekordflygningen blir första stoff i tidningar världen över.